# Fuerte Bélgica

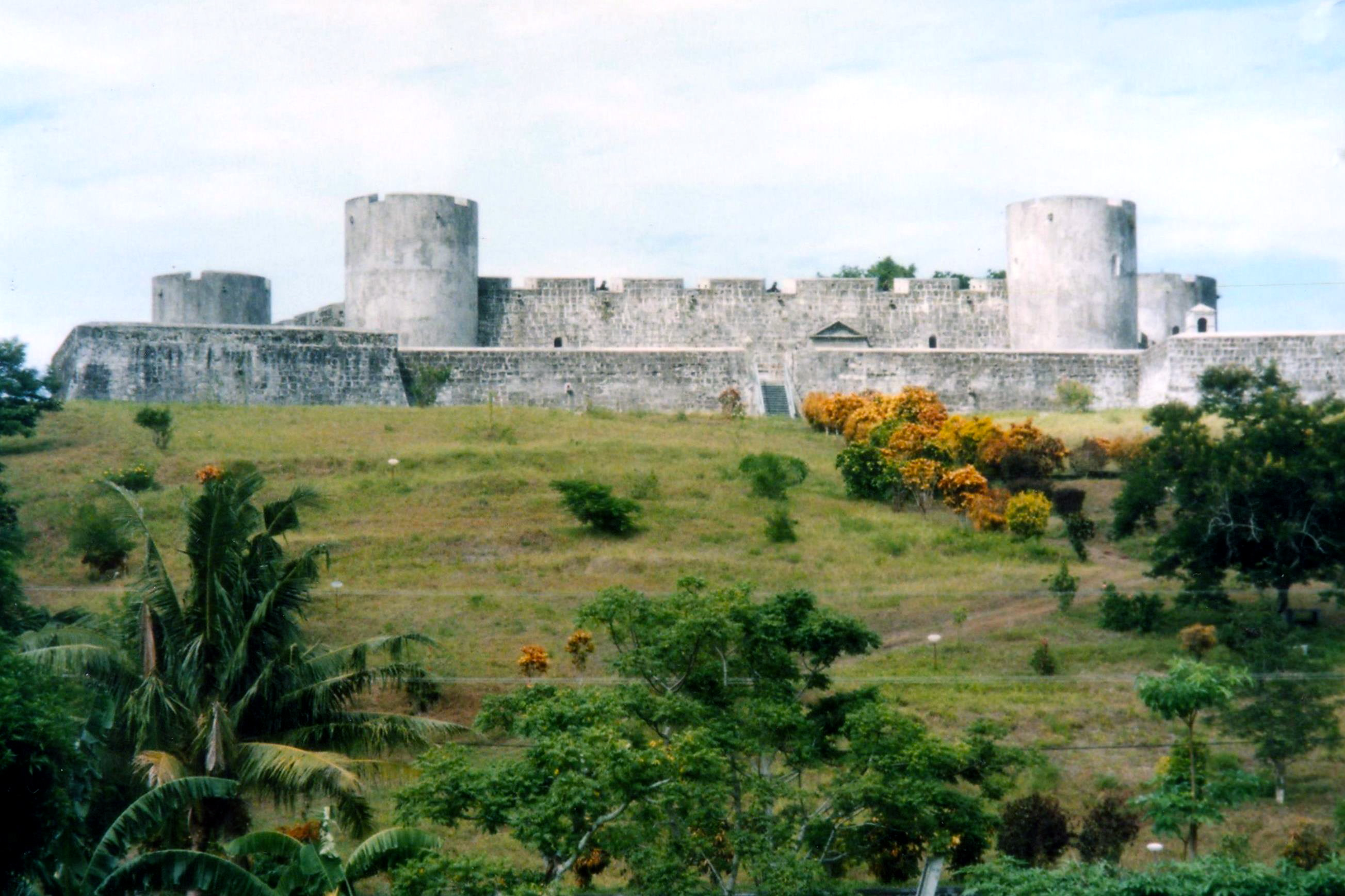
Fuerte Bélgica a finales de los años noventa.

Fuerte Bélgica es un fuerte del siglo XVII en Banda Neira, islas Banda, las Molucas, Indonesia. El fuerte actuó como un sistema de fortificación para las islas de Banda en este período, el único lugar en el mundo donde se producía nuez moscada. Es un lugar que Indonesia ha propuesto como Patrimonio de la Humanidad, pero que no ha sido declarado como tal por el Comité del Patrimonio Mundial.

## Historia

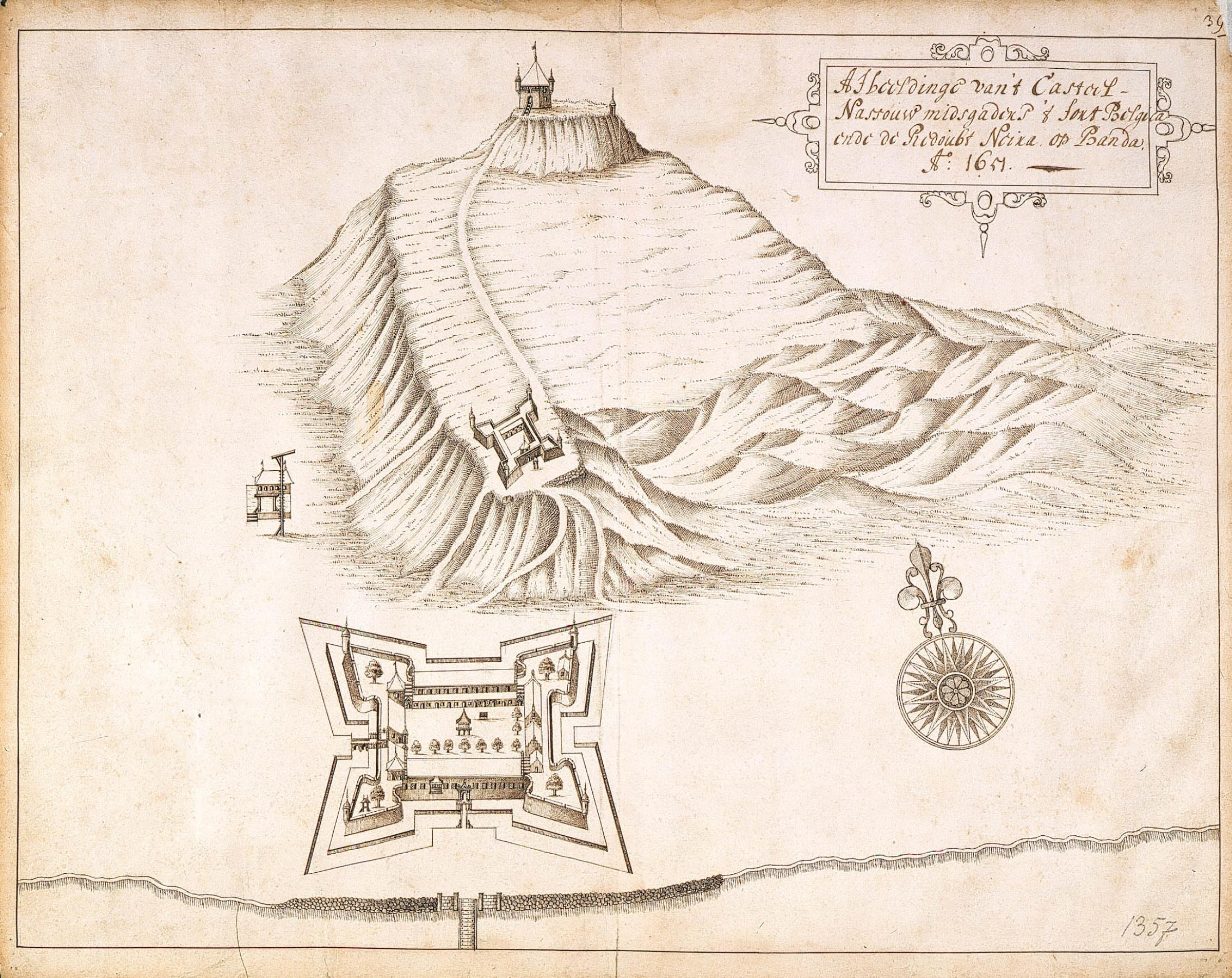
El fuerte de Nassau, rectangular, y el Fuerte Bélgica original, bastante modesto.

Antes de erigirse el fuerte Bélgica, había un fuerte portugués del siglo XVI en lo alto de una colina en Banda Neira. El 4 de septiembre de 1611, Pieter Both, el primer gobernador general de las Indias Orientales Neerlandesas, ordenó la construcción de un nuevo fuerte que reforzara la colina que dominaba la fortaleza neerlandesa original, Fuerte Nassau. Este fuerte recibiría el nombre de Belgica o Nederland, y se convirtió en Fuerte Bélgica. Era un cuadrado modesto en lo alto de una colina. En 1662, Jan Pieterszoon Coen ordenó la renovación del fuerte original, de manera que fue reemplazado por un reducto más sólido que podía alojar a 40 hombres.

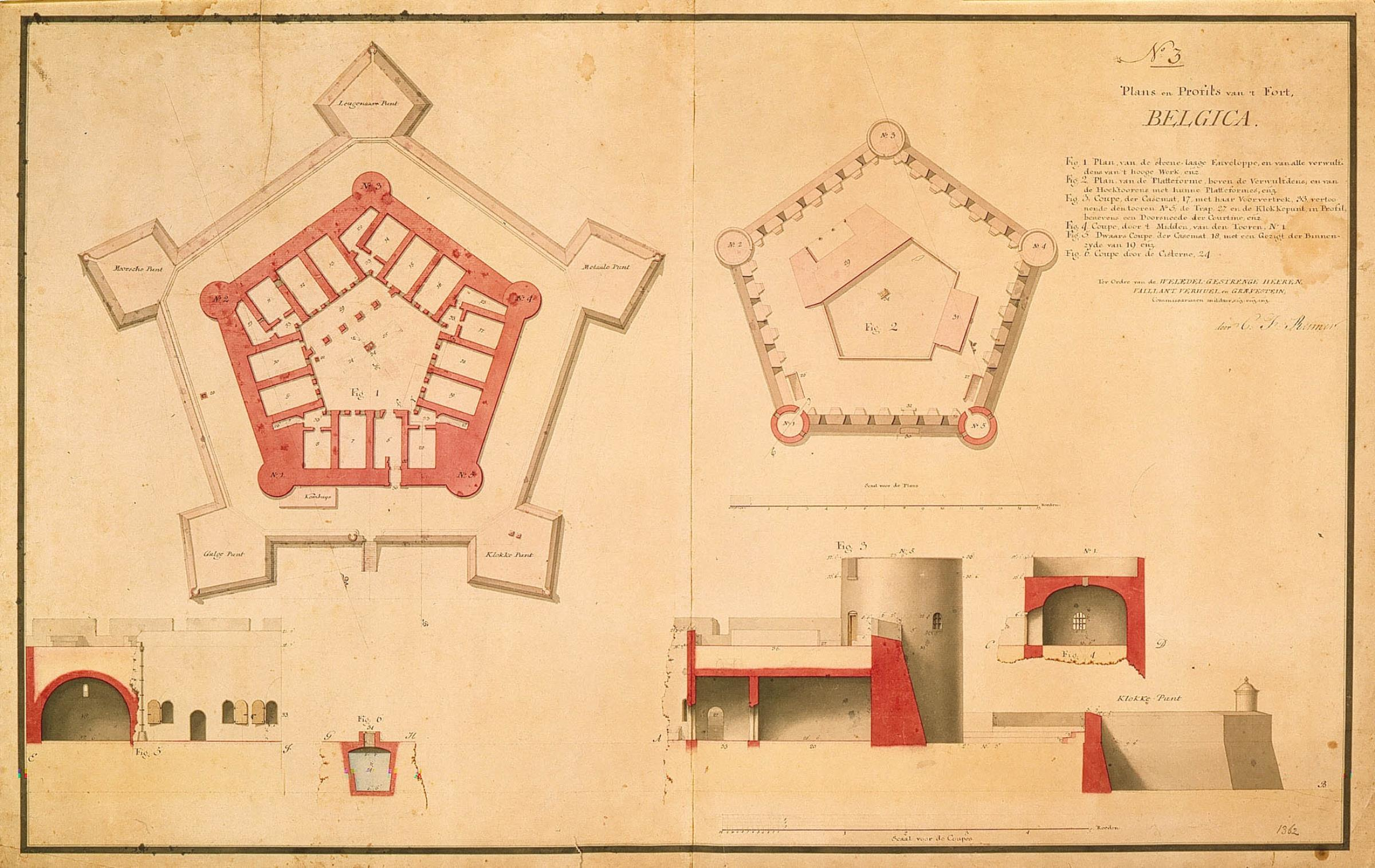
Diseño nuevo para el Fuerte Bélgica con forma pentagonal.

Debido a los terremotos de mediados del siglo XVII, el clima monzónico tropical y la pobreza de la técnica y los materiales con los que se construyó originariamente, la estructura se deterioró. En 1667, el gobernador Cornelis Speelman ordenó al ingeniero Adriaan de Leeuw que rediseñara y reconstruyera el fuerte. El resultado es el "castillo" actual, cuyas obras de modificación empezaron en 1672 y se terminaron en 1673.  El nuevo Fuerte Bélgica se construyó con piedra llevada en barco a la isla. El nuevo diseño estaba formado por una estructura pentagonal inferior con cinco bastiones en ángulo y un pentágono interior más alto con cinco torres altas circulares. Fue el único fuerte de este tipo en las islas Banda.
A pesar de que se gastaron 300.000 florines en las modificaciones, un armamento de 50 cañones y una guarnición de 400 hombres, el Fuerte Bélgica se rindió a la flota británica en 1796 sin haber disparado un tiro. Devuelta a los neerlandeses en 1803, los británicos volvieron a tomarlo en 1810, cuando fue atacado por el capitán Cole y sus hombres.
Parcialmente demolido en 1904, fue reconstruida de manera incompleta en 1919. En 1991 se restauró completamente el fuerte, después de la orden del general Leonardus Benjamin Moerdani, en aquella época Ministro de defensa y Seguridad de Indonesia.

## El fuerte
El Fuerte Bélgica se alza en lo alto de una colina, en la parte sudoccidental de la isla de Banda Neira. El fuerte queda por encima del Fuerte Nassau, más abajo al pie de la colina en dirección sur.
El Fuerte Bélgica tiene forma pentagonal. Está formado por una estructura pentagonal exterior y otra interior más alta. Una escalera en el muro más al sur del pentágono exterior proporciona el único punto de entrada al fuerte. La estructura pentagonal más baja, la exterior, está equipada con cinco bastiones, que se llaman, desde la parte izquierda del punto de acceso: Galge punt, Moorsche punt, Leugenaar punt, Metaale punt, y Klokke punt, cada uno equipado con una garita. La estructura pentagonal interior más alta alberga varias habitaciones que se dispusieron en un patio interior de forma pentagonal. Una escalera en una de las habitaciones proporciona un punto de acceso al nivel más alto. 

## Estatus en el Patrimonio Mundial
En enero de 2015, el Fuerte Bélgica fue añadido a la lista provisional de la UNESCO del Patrimonio de la Humanidad como parte del Paisaje Histórico y Marino de las islas de la Banda.